# Підкамінь (село)
Підка́мінь — село в Україні, у Рогатинській міській громаді Івано-Франківського району Івано-Франківської області.
Підкамінь було засновано в 1440 році.
Через Підкамінь пролягає автодорога Н09.

## Історія
Вперше у письмових джерелах село Підкамінь згадується 30 травня 1440-го. Власником села тоді став князь Михайло Гольшанський, який отримав такий подарунок від своєї дружини Марії.
Зважаючи на археологічні знахідки (кремінні серпи, сокири, ножі періоду неоліту) можна стверджувати, що поселення на території сучасного Підкаменя були значно раніше але документальних підтверджень цьому не має.
У Середні віки Підкамінь мав статус міста і знаходився дещо північніше теперішнього розташування (тепер Лиса Гора). На цьому місці до недавніх часів виорювалися з ґрунту каміння та залишки виробів ремісників (глиняні наконечники веретен, вироби гончарів тощо).
Перебуваючи у власності родини Гербуртів, Підкамінь у 1515 р. отримав магдебурзьке право: король Сигізмунд I Старий видав фундаційний акт (привілей), яким дав дозвіл Фридерикові Гербурту «при замку своєму, званому Підкамінецький, свіжо збудованому з муру та цегли, закласти місто, що має називатись так само». Отже, уже на цей час в містечку був замок, а відповідно до наданих привілеїв встановлено четвергові ярмарки, а також ярмарки на Зелені свята та Воздвиження Чесного Хреста. Практично до середини XX століття в селі відбувались ярмарки, а центральну частину села називають містом і до тепер. Починаючи, приблизно, з кінця XVI початку XVII століття селом володіли графи Старжинські.
У XIX столітті громада Підкаменя користувалася власною печаткою з такою символікою: сніп хліба, в який устромлені перехрещені ціп та коса (примірник такої печатки зберігся в колекції відомого львівського краєзнавця XIX століття Антонія Шнайдера).
Дідичами села були Яблоновські, тому село носило назву Підкамінь Яблоновський або Підкамінь Яблоновського (не плутати з Підкаменем Цетнеровським).
Також відомий цікавий факт з історії села що з 1808 по 1809 рік у селі проживав син всесвітньо відомого композитора Моцарта, Франц Ксаверій Моцарт. Народився Франц Моцарт 26 липня 1791-го у Відні. Тут він освоїв гру на фортепіано й теорію гри на скрипці. У 17 років, щоб заробити грошей, переїхав до Львова, де одержав вигідну пропозицію давати лекції музики двом донькам графа Баворовського в Підкамені. І хоча оплата була досить високою, музикант бажав жити у місті, тому через рік прийняв пропозицію імперіального шамбеляна (представника австрійського цісаря в містечку) фон Янішевського про навчання музики його дітей у Бурштині.
На початку ХХ століття в замку жила герцогиня Грабина. Це найвідоміша мешканка замку, оскільки її поховано на місцевому цвинтарі і до сих пір збереглася могила. Замкову споруду було зруйновано під час Другої світової війни, а залишені розвали знадобилися для будівництва колгоспних ферм, цих ферм на даний час також немає. На місці замку зараз росте ліс, і лише декілька кущів барбарису нагадують про колишній панський парк.
У 1939 році в селі проживало 1620 мешканців (700 українців, 80 поляків, 120 польських колоністів у колонії Загуменка, 640 латинників, 80 євреїв).
Багатьом полякам, які мирно співіснували з українським населення довелося покинути село під час міжусобиць 1940-х, а деякі мешканці змушені були брати до рук зброю і воювати як у лавах Червоної армії так і в УПА. Зокрема, на місцевому цвинтарі збереглися індивідуальні могили стрільців УПА.
В після воєнні роки переважна більшість мешканців села працювали у колгоспі та розбудовували власні домівки.
До речі, спочатку угіддя села належали до радгоспу «Червоний жовтень», центром якого вважалося село Дички. В кінці 80-тих внаслідок реорганізації радгоспу в селі утворився колгосп названий на честь Лесі Українки (проіснував до початку 2000-х, остання офіційна назва «Сільськогосподарський виробничий кооператив імені Лесі Українки»).
24 липня 2015 вводиться в обіг художній поштовий конверт з маркою: «500 років від часу надання магдебурзького права селищу Підкамінь».
12 червня 2020 року, відповідно до Розпорядження Кабінету Міністрів України  № 714-р «Про визначення адміністративних центрів та затвердження територій територіальних громад Івано-Франківської області», увійшло до складу Рогатинської міської громади.
19 липня 2020 року, в результаті адміністративно-територіальної реформи та ліквідації Рогатинського району, село увійшло до складу новоутвореного Івано-Франківського району.

## Населення

### Мова
Розподіл населення за рідною мовою за даними перепису 2001 року:
| Мова       | Кількість | Відсоток |
| ---------- | --------- | -------- |
| українська | 576       | 99.48%   |
| російська  | 3         | 0.52%    |
| Усього     | 579       | 100%     |

## Пам'ятки

### Церква
Храм Собору Пресвятої Богородиці збудований в готичному стилі на початку XX століття. Окрім цього, збудовано дві каплички (одна знаходиться біля церкви, а інша при виїзді з села з західного боку).

### Костел
Будівля католицького костелу в радянські часи використовувалась як колгоспний товарний склад. Нині об'єкт стоїть зачинений і лише обрисами нагадує колишню культову споруду.

### Пам'ятники
- великій українській поетесі Лесі Українки, встановлений 1971 року біля сільського клубу.
- воїнам ЧА, що загинули при визволенні села від фашистських загарбників; до композиції входить скульптура «матері-захисниці» з дитиною на руках, величезний факел для «вічного вогню» та постамент.
- на фасаді церкви Собору Пресвятої Богородиці встановлена меморіальна дошка отцю Михайлу Петріву.

## Сучасність
На даний час Підкамінь непогано облаштоване село із ямистою асфальтованою дорогою та зручними тротуарними доріжками. Посаду старости села займає Било Любомир Йосипович.
Серед закладів соціальної інфраструктури функціонує початкова школа, клуб та бібліотека.
Окрім цього, в районному чемпіонаті з футболу виступає команда ФК «Підкамінь», основу якої складають місцеві мешканці та вихідці із села.

## Відомі люди
- Йосиф Жук (1872—1934) — православний церковний діяч в Північній Америці[11].
- Франц Ксавер Вольфган Моцарт — син композитора Моцарта жив в Підкамені з 1808 по 1809 роки[5]
- Леся Павлів — членкиня Національної спілки письменників України, поетеса.
- Отець Йосип Савчинський — парох села, брат Григорія Савчинського[12]
- Іван Ковалів — скрипаль, диригент, письменник і педагог.
- Власником села був ковельський староста Димітр Яблоновський[13]

## Галерея

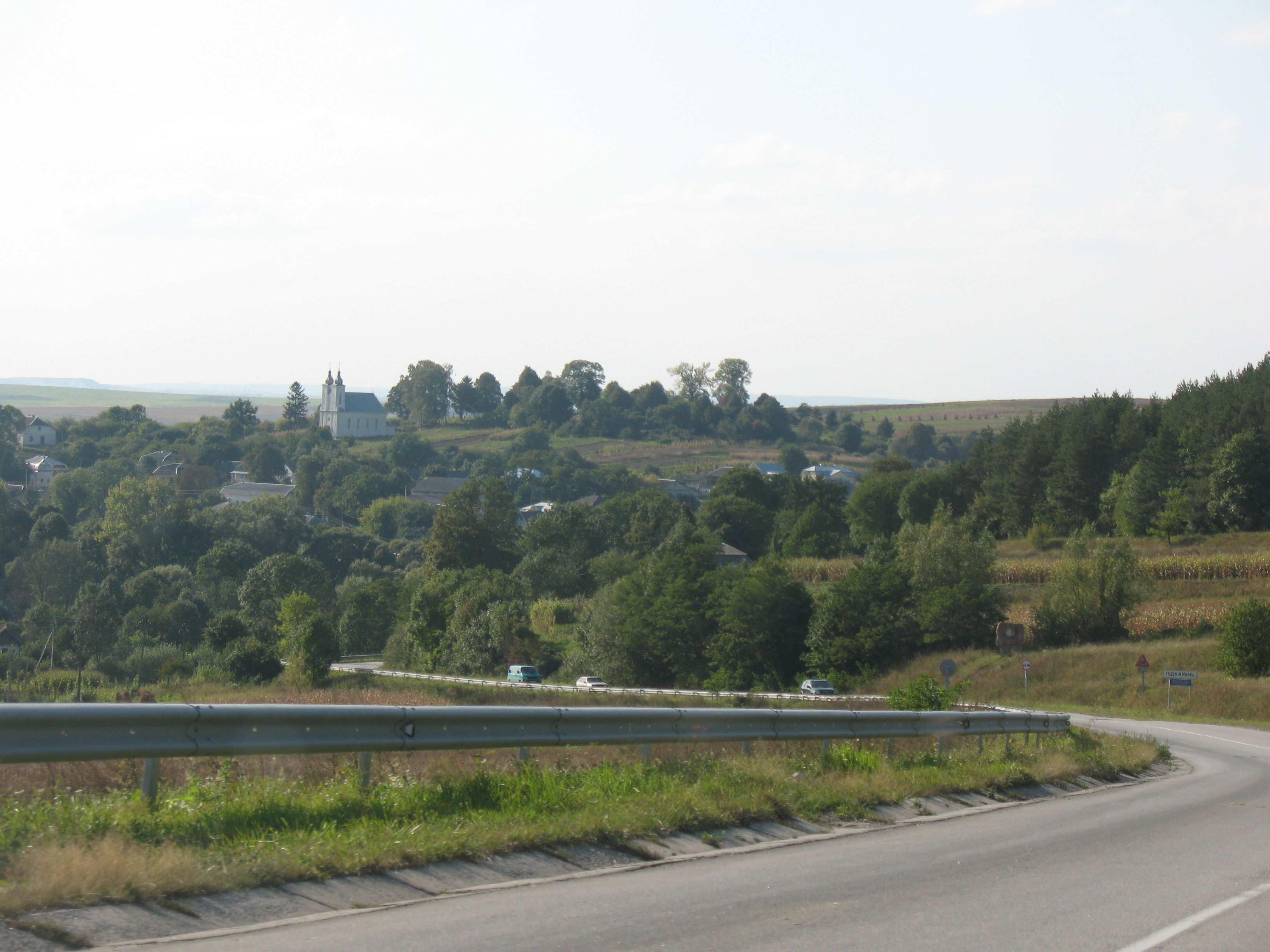
В'їзд в село з боку Рогатина
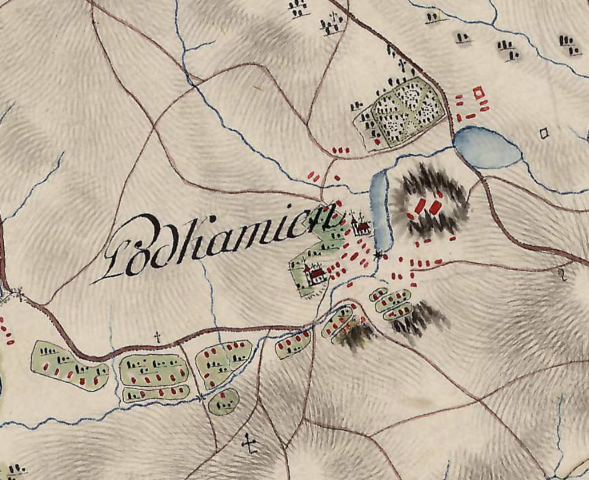
Підкамінь на мапі фон Міга XVIII ст., на Замковій горі були дві камянні споруди а через потік знаходились сади
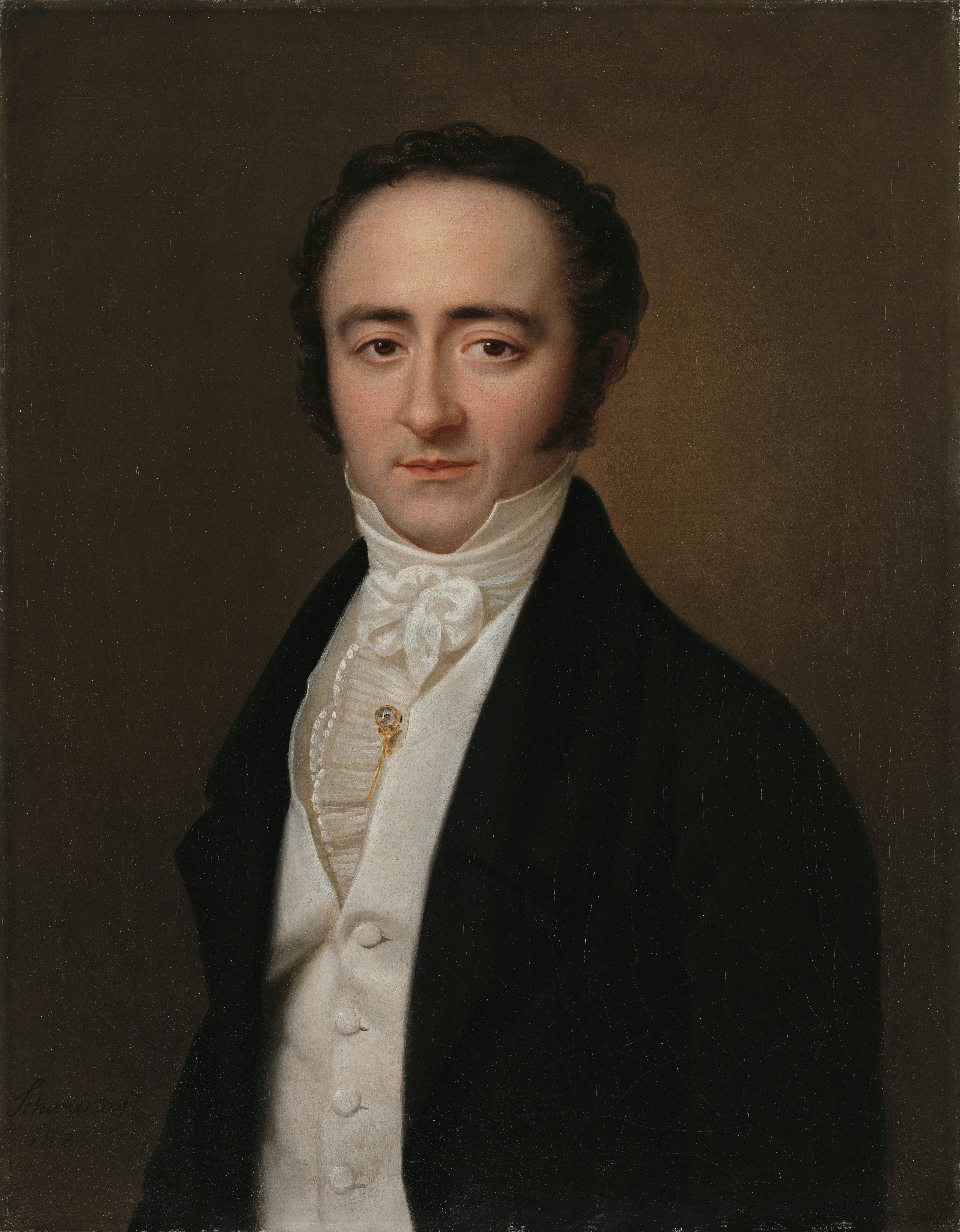
Франц Ксавер Вольфганг Моцарт
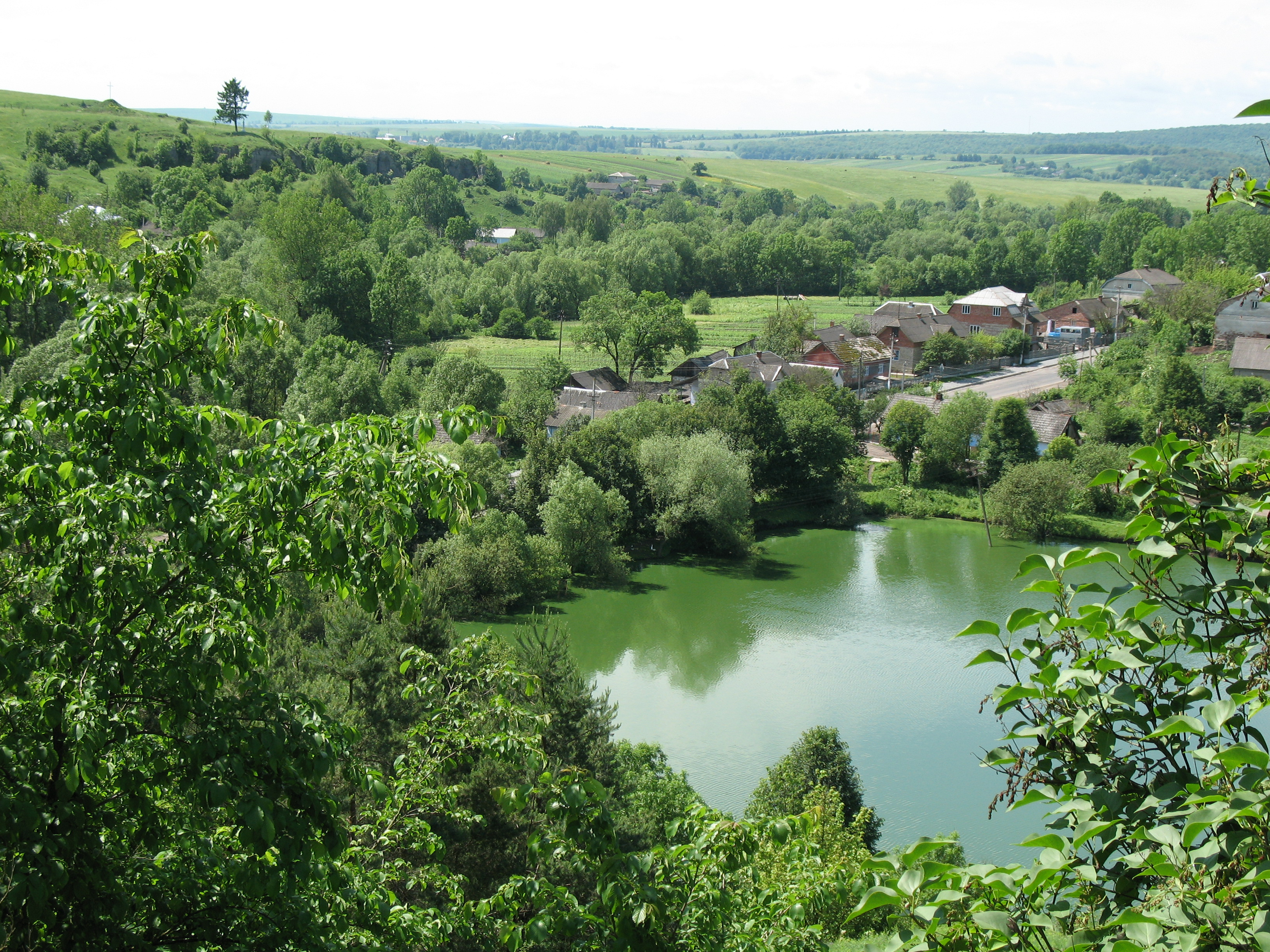
Вид на село з Замку
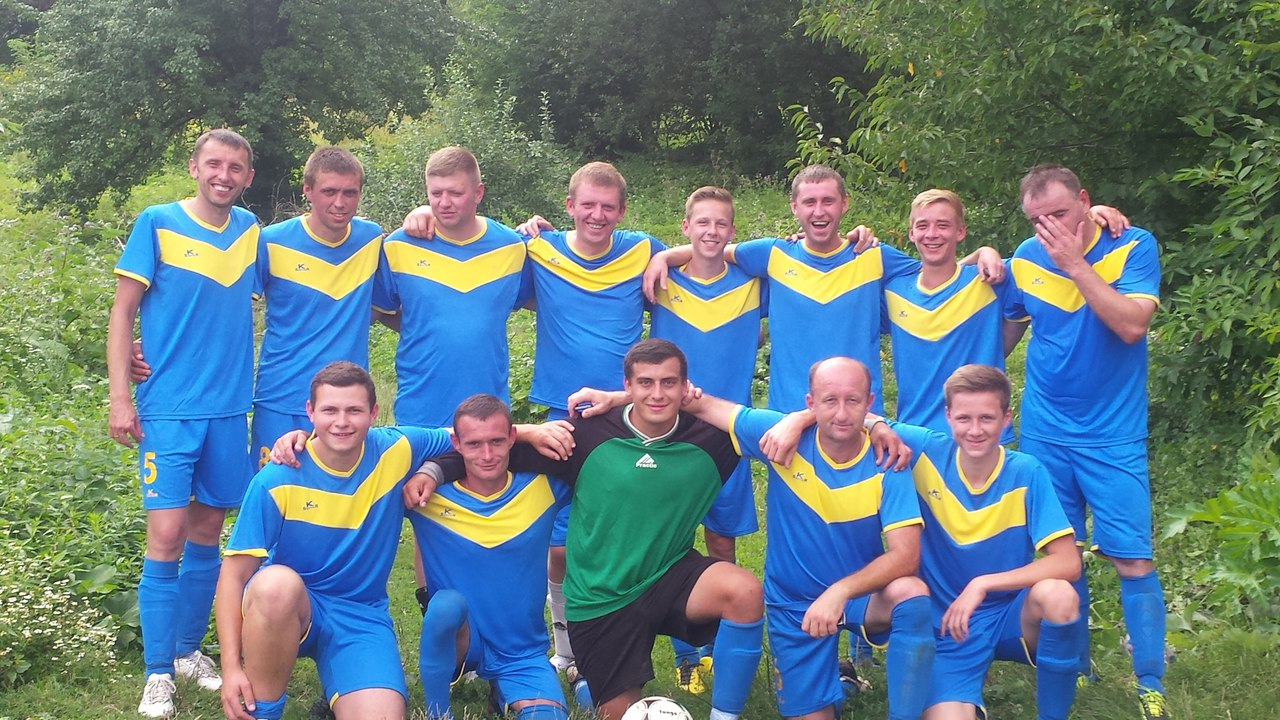
ФК «Підкамінь»
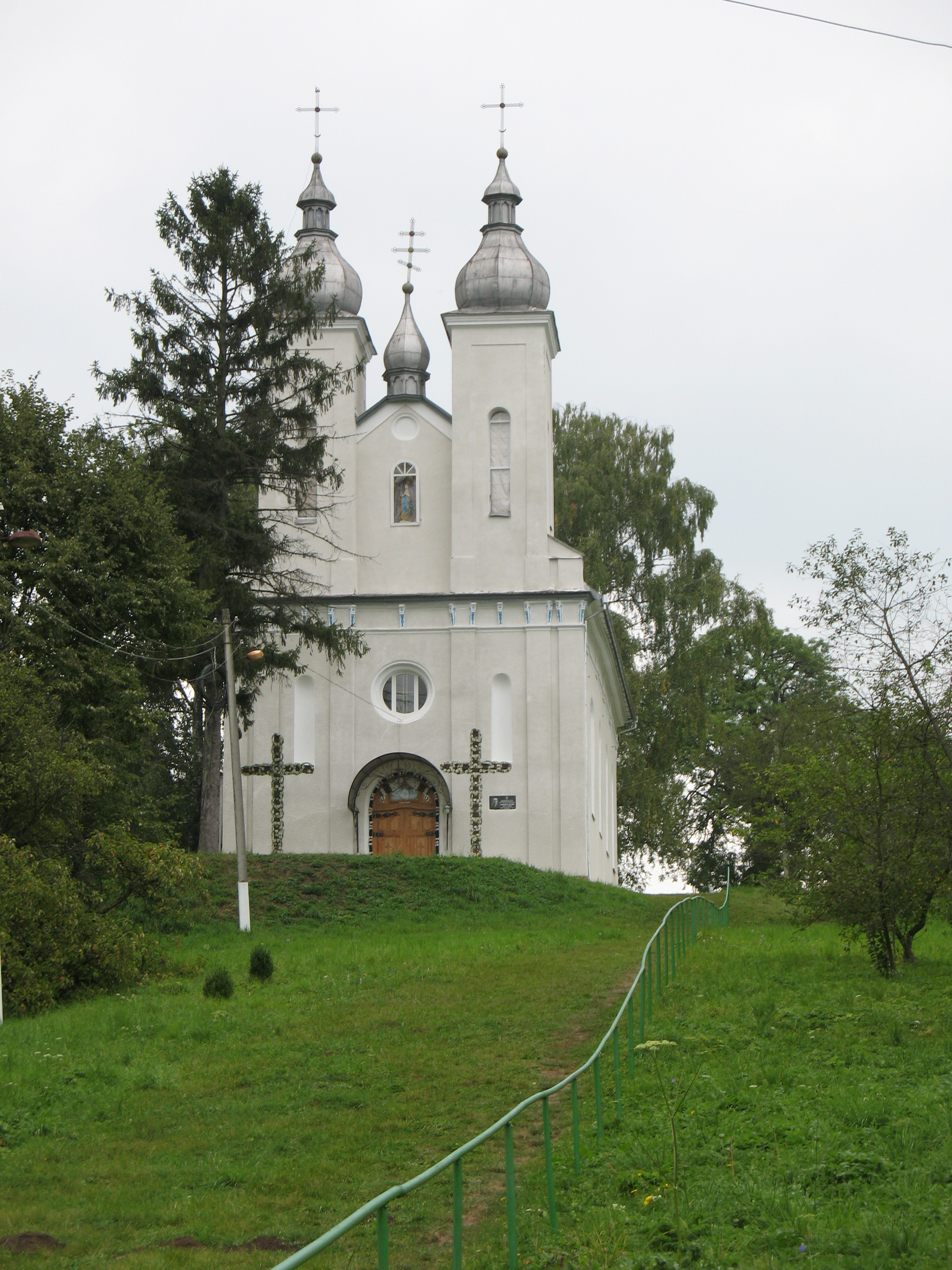
Вид на церкву
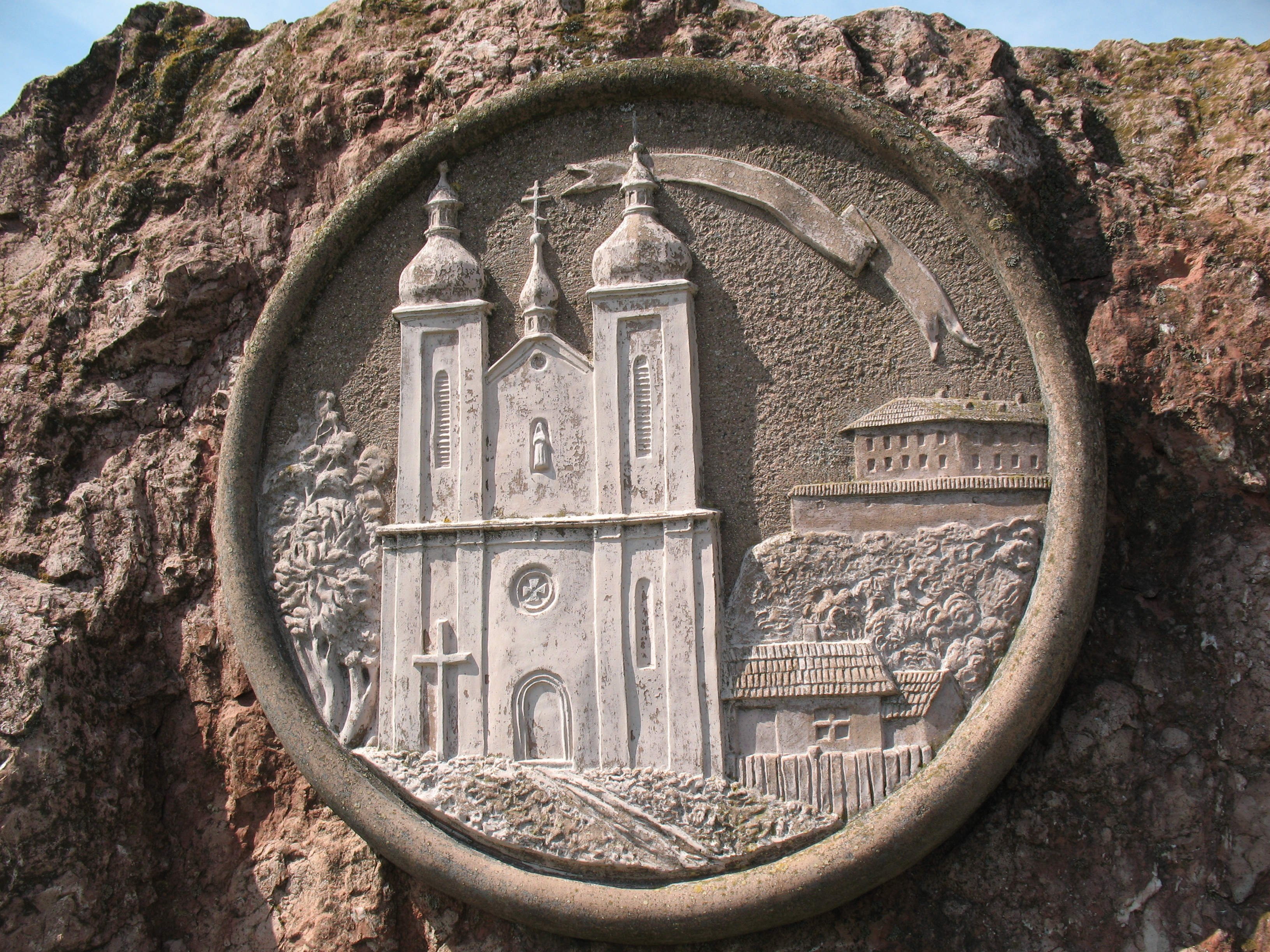
Графічне зображення на пам'ятному знаці